# Opuntia chaffeyi
Opuntia chaffeyi är en kaktusväxtart som beskrevs av Nathaniel Lord Britton och Joseph Nelson Rose. Opuntia chaffeyi ingår i släktet fikonkaktusar, och familjen kaktusväxter. Inga underarter finns listade i Catalogue of Life.
Arten förekommer glest fördelad i delstaten Zacatecas i Mexiko. Utbredningsområdets storlek uppskattas med 63 km². I regionen där Opuntia chaffeyi växer fanns ursprungligen en sjö som torkade ut. Annan växtlighet är likaså glest fördelad med arter av släktena Prosopis och Larrea.
Delar äv växten äts av betande nötkreatur. Denna fikonkaktus används även i den traditionella medicinen. Ifall bevattningssystem etableras förändras habitatet. IUCN listar arten som akut hotad (CR).

## Bildgalleri

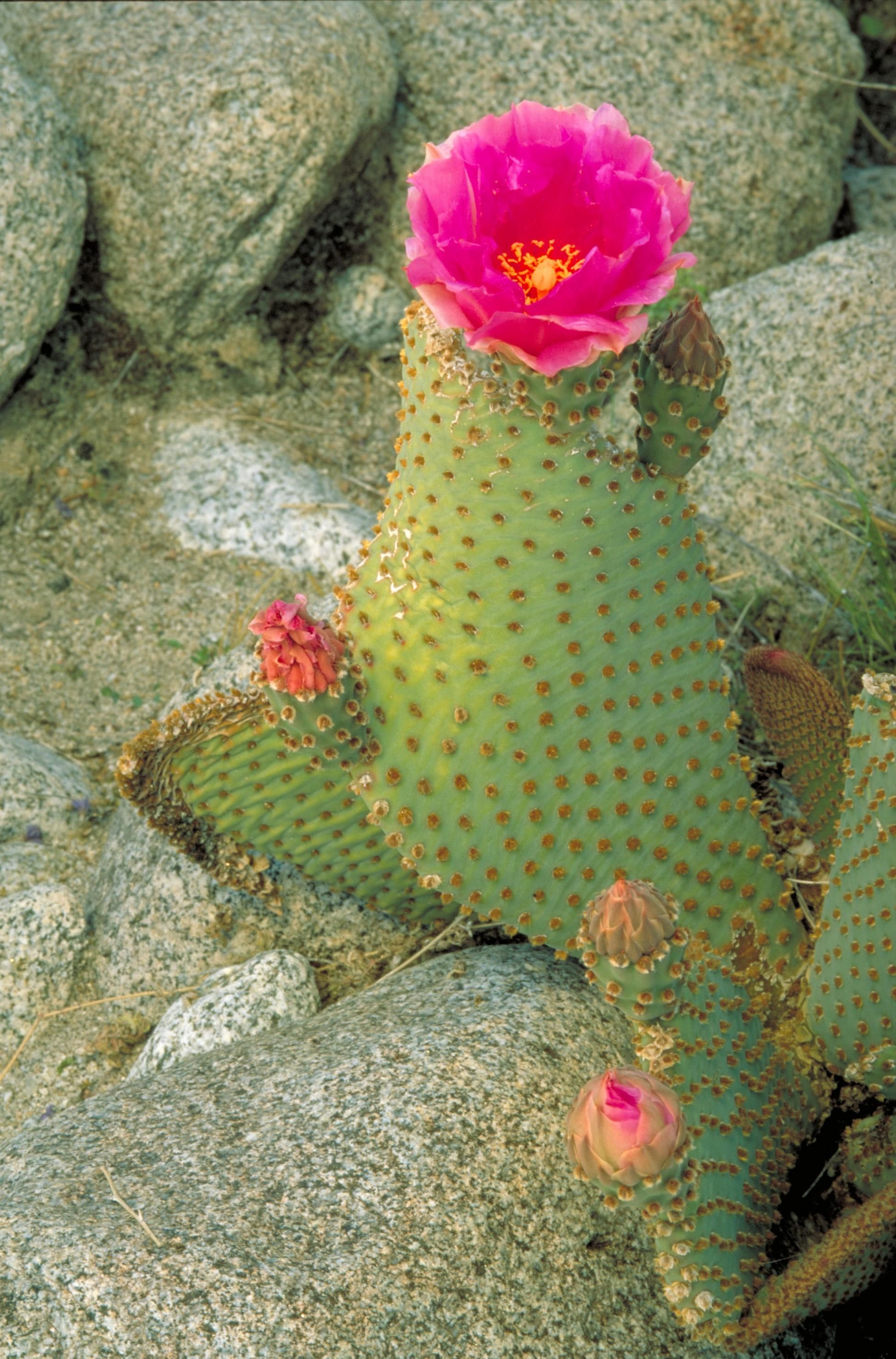